# Лусака (провінція)
Лусака (англ. Lusaka Province) - одна з 10 провінцій Замбії. Адміністративний центр - місто Лусака, який є також і столицею країни.

## Географія
Площа провінції становить 21 896 км². Розташована на півдні центральної частини країни. Межує з Зімбабве (на півдні), Мозамбіком (на сході), Центральною провінцією (на півночі) і Південною провінцією (на південному заході).

## Населення
За даними на 2010 рік населення провінції складає 2198996 чоловік.

## Адміністративний поділ

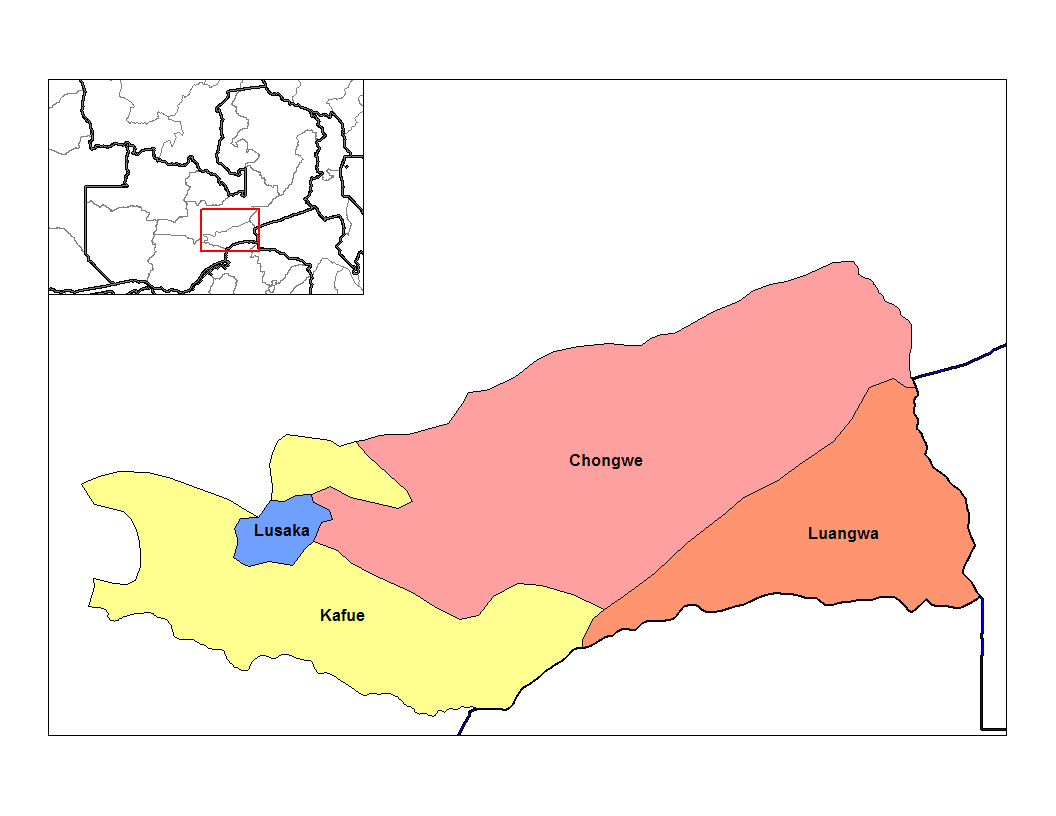
Райони провінції Лусака

В адміністративному відношенні провінція поділяється на 4 райони:
- Чонгве
- Кафуе
- Луангва
- Лусака